# 鳥取県道156号鳥取港湖山停車場線
鳥取県道156号鳥取港湖山停車場線（とっとりけんどう156ごう とっとりこうこやまていしゃじょうせん）は、鳥取県鳥取市を通る一般県道である。

## 概要
鳥取市賀露町西4丁目の鳥取港からJR西日本山陰本線 湖山駅（JR貨物 湖山オフレールステーション）に至る。
路線名称は鳥取港湖山停車場線であるが、この湖山停車場とはJR西日本山陰本線 湖山駅の東にあるJR貨物 湖山オフレールステーションのことを指す。

### 路線データ
- 起点：鳥取市賀露町西4丁目（鳥取港、鳥取県道41号鳥取港線・鳥取市道2013314号賀露西浜1号線起点）
- 終点：鳥取市岩吉（JR貨物 湖山オフレールステーション、鳥取市道2010150号岩吉安長線起点、鳥取市道2010151号岩吉陸橋線終点）
- 総延長：4.0 km

## 路線状況

### 重複区間
- 鳥取県道41号鳥取港線（鳥取市賀露町西4丁目（起点） - 鳥取市賀露町）

### 道路施設

#### 橋梁
- 賀露大橋（湖山川、鳥取市、鳥取県道41号鳥取港線重複区間内）
- 汐入橋（大井手川、鳥取市）
- 上大井手橋（大井手川、鳥取市）

## 地理

### 通過する自治体
- 鳥取市

### 交差する道路
| 交差する道路                                                     | 交差する場所  | 交差する場所       |
| ---------------------------------------------------------------- | ------------- | ------------------ |
| 鳥取県道41号鳥取港線 重複区間起点 鳥取市道2013314号賀露西浜1号線 | 賀露町西4丁目 | 起点               |
| 鳥取県道41号鳥取港線 重複区間終点                                | 賀露町        |                    |
| 鳥取市道2013967号晩稲飛行場線                                    | 賀露町        | 賀露南大橋東交差点 |
| 国道9号 / 鳥取バイパス                                           | 賀露町        | 湖山東交差点       |
| 鳥取県道318号伏野覚寺線                                          | 千代水4丁目   | 千代水西交差点     |
| 鳥取市道2010150号岩吉安長線 鳥取市道2010151号岩吉陸橋線          | 岩吉          | 終点               |

### 沿線
- 鳥取港
- 鳥取市立賀露小学校
- JR西日本山陰本線 湖山駅（JR貨物 湖山オフレールステーション）